# Ticușu
Ticușu  è un comune della Romania di 919 abitanti, ubicato nel distretto di Brașov, nella regione storica della Transilvania.
Il comune è formato dall'unione di 3 villaggi: Cobor, Ticușu, Ticușu Vechi.